# کتریک گریسون
latitudeکتریک گریسونlongitudeکتریک گریسون
کتریک گریسون (به انگلیسی: Catterick Garrison) یک شهرک در بریتانیا است که در یورک‌شر شمالی واقع شده‌است. کتریک گریسون ۱۳٬۰۰۰ نفر جمعیت دارد.
این شهرک بزرگترین پادگان نیروی زمینی بریتانیا در جهان با وسعت ۹۷۱٫۲ هکتار و ۲۴۰۰ جریب وسعت می‌باشد.